# Hedriodiscus subcupratus
Hedriodiscus subcupratus är en tvåvingeart som först beskrevs av Walker 1854.  Hedriodiscus subcupratus ingår i släktet Hedriodiscus och familjen vapenflugor. Inga underarter finns listade i Catalogue of Life.